# Helmut-List-Halle
Die Helmut-List-Halle ist eine Mehrzweck-Veranstaltungshalle in Graz.
Die Halle mit dem Namensgeber Helmut List war bis 2002 eine abbruchsreife Fabrikshalle der AVL List, die 2003 umgebaut wurde. Nach vier Monaten Planungs- und zehn Monaten Bauzeit wurde die Helmut-List-Halle am 9. Jänner 2003 mit der szenischen Uraufführung des Werks Begehren von Beat Furrer eingeweiht und damit zugleich das Kulturhauptstadtjahr Graz 2003 eröffnet.
Ein Mitgrund für den Umbau war, dass es bis dahin in Graz keinen großen Konzertsaal mit internationalem Standard gab, der aber beispielsweise für Veranstaltungen der Styriarte und des Festivals Steirischer Herbst benötigt wurde. Mit dieser Halle mit guter Akustik und ausreichendem Fassungsvermögen wurde diese Lücke geschlossen.
Die Helmut-List-Halle besteht aus drei Teilen: Foyer, Halle und Backstagebereich. Das Foyer ist knapp 36 Meter lang, 14 Meter breit und 14 Meter hoch. Es hat eine Fläche von rund 550 m². Die Halle ist knappe 45 Meter lang, etwa 23 Meter breit und 12 Meter hoch. Die Fläche beträgt rund 1100 m². Der Backstagebereich ist knapp 28 Meter lang und 15 Meter breit. Er hat eine Fläche von ungefähr 350 m². Der gesamte Hallen-Komplex, also Foyer, Halle und Backstagebereich zusammen, ist 113 Meter lang, 34 Meter breit und 15 Meter hoch.
Im Jahr 2023 wurde die Helmut-List-Halle um die Halle D, den Club Detroit, erweitert. Diese kostete rund 22 Millionen Euro, ist von außen nicht erkennbar und befindet sich unter dem Parkhaus der Helmut-List-Halle.

## Konstruktion
Aufgabenstellung war, die Industriehalle aus den 1950er Jahren per sanftem Umbau nachhaltig nachzunutzen, das Stadtgebiet damit auch sozial zu entwickeln und eine Konzerthalle besonders hoher akustischer Qualität zu schaffen.
Architekt Markus Pernthaler nutzte Glas, Beton, Stahl und Holz.
In der Westansicht am Eingang und mit dem Dach des großen Foyers sind große Teile der transparenten Industriehalle – neu verglast – noch sichtbar.
Das Innere der zentralen Konzerthalle selbst besteht aus Vollholz und Stahl, mit einer Leimbinderkonstruktion als Decke, derart gestaltet, dass Schwingungsverhalten und Dämpfung – im Zusammenspiel mit gepolsterten Stühlen – hohe Klangqualität erlauben. Die Außenwände und der Boden bestehen aus jeweils mehreren Schalen, um die Übertragung von Luft- und Bodenschall etwa vom direkt angrenzenden Grazer Hauptbahnhof her aber auch nach außen hin gut zu dämmen. Zwischen Außen und Innen liegt daher stets ein Hintereinander von 2 Türen. Gänge enden spitzwinkelig um Schall zu tilgen, Kurbelfallen lassen Türen sanft ins Schloss fallen, um Störschall gering zu halten. Tonaufzeichnung hoher Qualität wird so möglich.
Im Süden ist die Technikzentrale – sonnenzellenverkleidet – vorgebaut, und weiters ein Kfz-Parkplatz, der die Besonnung sicherstellt, im – kühlen – Norden hingegen die Räume zur gastronomischen Versorgung.
Im Backstagebereich im Osten – mit großem Tor ins Freie – befinden sich neben der Haustechnik auch das Tonstudio für Ton- und Live-Aufnahmen.
Im Obergeschoß schließlich finden sich Seminarräume und Garderoben.

## Photovoltaik

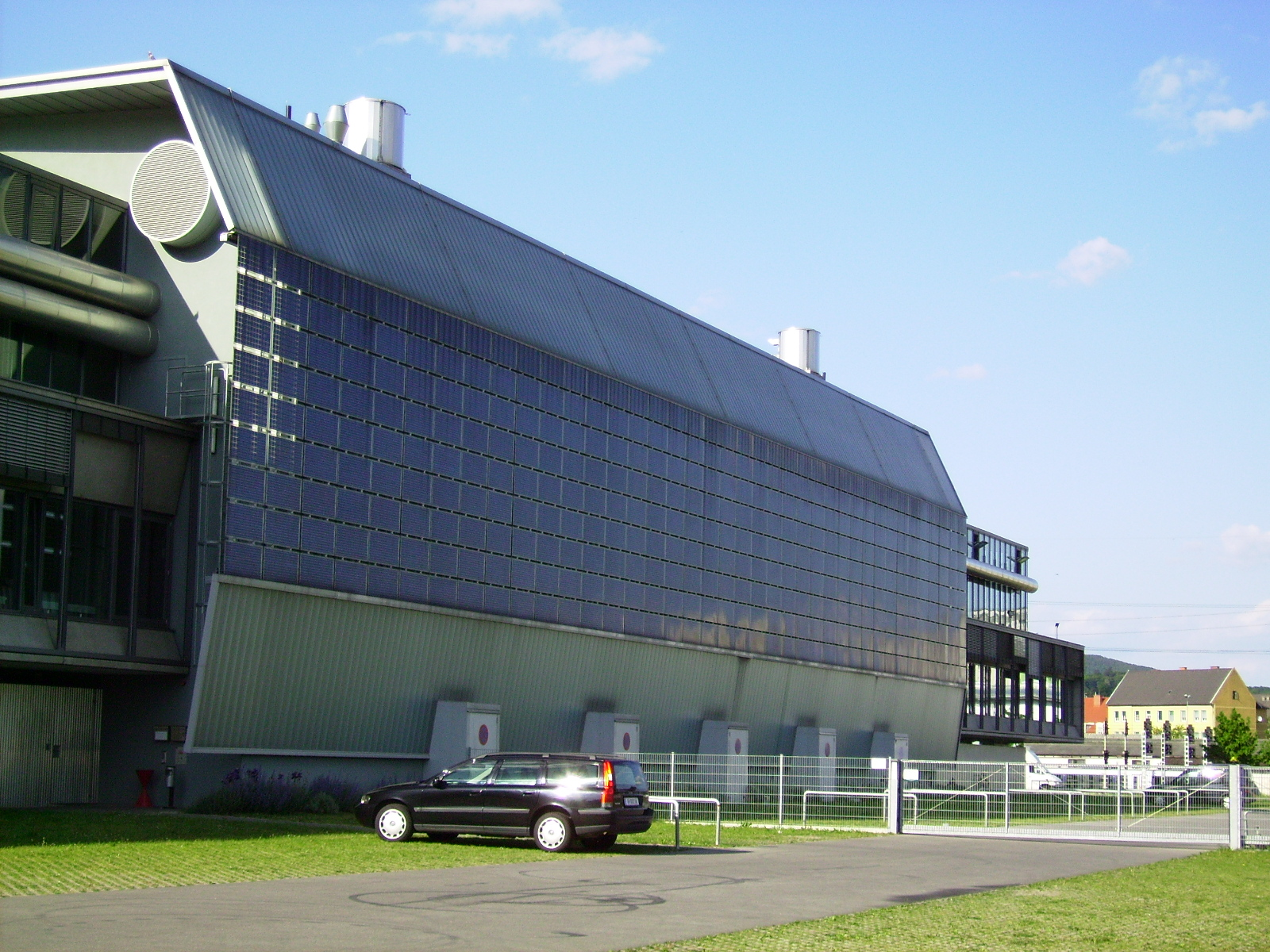
Die Photovoltaik-Paneele auf der Südseite der Halle

An der Südseite der Helmut-List-Halle bilden 350 transluzente Solarmodule mit insgesamt 370 m² Fläche und 35 kWp Spitzenleistung vertikales gestalterisches Element. Zum Zeitpunkt der Inbetriebnahme (Jänner 2003) eine der größten fassadenintegrierten Photovoltaikanlagen Österreichs wurde 2004 mit dem Solarpreis ausgezeichnet. Errichter und Betreiber der Anlage sind die Stadtwerke Hartberg über zwei ihrer Tochterfirmen: Von den Projektkosten von 216.000 € wurden 96.000 € über ein Contracting-Modell von der Fa. Ökoplan finanziert, die die Anlage auf eigenes Risiko und mit Monitoring betreibt. 120.000 € Fördermittel kamen dabei mit Stützung über die EU-Gemeinschaftsinitiative Urban II (2000–2008) zur Entwicklung von Stadtgebieten mit besonderem Handlungsbedarf von der Stadt Graz über das Stadtentwicklungskonzept „Urban_Link Graz-West“ und vom Land Steiermark.
Die technische Planung, die Produktion der Solarmodule und die Ausführung der Installation erfolgte durch Fa. KW-Solartechnik, Graz. Pro Jahr werden so ungefähr 26.000 kWh elektrische Energie an das öffentliche Netz geliefert.

## Vorgeschichte der Halle
1899 wurde ein hier ansässiges Brückenbau- und Schmiedeunternehmen von der Wiener Schmiede Waagner gekauft, die weiters 1905 mit der Schmiede J. Biró & A. Kurz, Hirschstetten fusionierte.
Die Halle baut 2002 auf der schlichten, prismatischen, aus genieteten Stahlprofilen und Glas gebauten Werkshalle IX der Waagner-Biro AG auf, die sich vom Standort Graz schon zurückgezogen hatte. Der seit 1924 geführte Firmenname Waagner-Biro lebt – ohne Akzent auf dem „o“ – im Namen der bahnparallelen Straße vor der Halle weiter.
Die mobilen Teleskoptribünen wurden von Waagner-Biro Stage Systems (Waagner-Biro Austria Stage Systems AG) geliefert, womit Waagner-Biro mit Bühnentechnik wieder in die Halle zurückgekehrt ist.